# Ring of Elysium
Ring of Elysium (chinesisch: 无限 法则) war ein kostenlos spielbares Battle-Royale-Spiel, das von Tencent Games entwickelt und von Tencent Games und Garena veröffentlicht wurde. In Nordamerika und Teilen Asiens wurde es am 19. September 2018 auf Steam als kostenloses Spiel im Early Access veröffentlicht und am 25. November 2018 wurde es auf den europäischen Servern veröffentlicht.
Seit dem 1. Dezember 2023 ist es nicht mehr in Steam verfügbar.

## Handlung

### Season 1
Bis zu sechzig Menschen sind in einem Schneeberg gefangen, der von dem verheerenden Schneesturm „Ymir“ befallen wird. Der einzige Ausweg ist ein Rettungsflug, bei dem nur bis zu vier Personen transportiert werden können. Die Überlebenden müssen daher dem bevorstehenden Sturm entkommen und die Konkurrenten ausschalten.

### Season 2
Seit dem 16. Januar 2019 wurde die Schneekarte durch die Karte „Europa“ ersetzt, wo die Spieler vor der verheerenden Asche des Vulkans fliehen müssen.

## Spielprinzip
Am Anfang wählt der Spieler, wo er landen möchte, und begibt sich von dort an auf die Suche nach passender Ausrüstung wie Waffen und Rüstung.
Die Spieler können sich entweder mit einem Fahrrad, einer Kletterausrüstung mit einem Enterhaken oder einem Drachenflieger ausstatten, um das Gelände zu durchqueren und sich an Kämpfe und andere intensive Situationen anzupassen. Auf der alten Schneekarte hatten die Spieler auch ein Snowboard und eine Kletterausrüstung zur Verfügung. Es kann sowohl im Third- und First-Person-Modus gespielt werden.

## Entwicklung und Veröffentlichung
Ring of Elysium ist eine Neuentwicklung eines früheren Spiels namens Europa. Das Spiel wurde mit der QuickSilverX-Engine von Tencent Games entwickelt.
Es durchlief zuerst eine geschlossene Betatestphase für den Garena-Launcher, die am 28. Februar 2018 startete und am 10. Juli 2018 für ihren Thailand-Server und am 4. Juni 2018 für ihren indonesischen Server enden sollte. Allerdings konnte die Ländersperre bereits nach Release umgegangen werden, indem man im Launcher das Land änderte.
Im Early Access wurde es am 19. November 2018 in Nordamerika, am 20. November in Asien und am 25. November in Europa veröffentlicht.

## Rezeption
Das Spiel wird aufgrund der Battle-Royale-Thematik mit dem Computerspiel PlayerUnknown’s Battlegrounds oder Fortnite verglichen. Auf Steam wurde es weitgehend positiv bewertet. Gelobt wird das Spielprinzip und die Grafik für ein Free-to-play-Spiel.